# Бурхарт, Виктор Самуилович
Виктор (Вилли) Самуилович Бурхарт (12 февраля 1930, Черняхово, Житомирская область, Украинская ССР — 4 сентября 1981, Кишинёв, Молдавская ССР) — советский актёр театра и кино. Народный артист Молдавской ССР (1980).

## Биография
В начале актёрской карьеры работал в Орловском государственном академическом театре им. И. С. Тургенева, затем в Драматическом театре Прикарпатского военного округа во Львове (ныне Львовский драматический театр имени Леси Украинки). В 1965 году переехал из Львова в Кишинёв и поступил в Русский драматический театр имени А. П. Чехова, где выступал на ведущих разнохарактерных ролях.
Начал сниматься в кино в 1968 году.
Скончался 4 сентября 1981 года в Кишинёве. Похоронен в Житомире.

## Фильмография
- 1968 — Случай из следственной практики — уголовник Галахов
- 1971 — Красный дипломат. Страницы жизни Леонида Красина — Леонид Красин
- 1972 — Спасённое имя — Теодор Пантелеевич Морозан
- 1974 — Скворец и Лира — фон Гольбах
- 1976 — Не верь крику ночной птицы — Буга
- 1976 — Порт — Фолькинец
- 1977 — Первые радости — Полотенцев
- 1977 — Блокада — Гейнц Вильгельм Гудериан
- 1979 — Ипподром — Трофим Ломакин
- 1979 — Поздняя встреча — Василий Михайлович, руководитель НИИ
- 1980 — Кодовое название «Южный гром» — Панков
- 1981 — Двадцатое декабря — Л. Б. Каменев

## Избранные роли в театре
- «Дикарь (третье слово)» А. Касона - Пабло
- «Сказка про Солдата и Змею» — Солдат
- «День рождения Терезы» Г. Мдивани — Марсело Альварес
- «Дон Жуан» Мольера
- «Ракетчики» К. Рапопорта — Игорь Оленев
- «За час до полуночи» Властимила Шубрта — Мирек
- «104 страницы про любовь» Э. Радзинского — Евдокимов
- «Разыскивается обманщик»
- «Пять вечеров» А. Володин — Ильин
- «Cудья» Г. Хухашвили - Судья
- «Прошлым летом в Чулимске» А. Вампилова — Шаманов
- «Григорий Котовский» - А. Каплера - Григорий Котовский
- «Маленькие трагедии» А. С. Пушкина — Сальери
- «Забыть Герострата» Г. Горин — Герострат
- «Протокол одного заседания» А. Гельмана — Солодухин

и другие